# LaToy Williams
LaToy Williams (ur. 28 maja 1988) – bahamski lekkoatleta specjalizujący się w biegach sprinterskich.
W 2010 zdobył srebrny medal młodzieżowych mistrzostw NACAC w Miramar. Mistrz Ameryki Środkowej i Karaibów w sztafecie 4 × 400 metrów (2011). W tym samym roku startował na mistrzostwach świata w Daegu. Dwa lata później zdobył srebro mistrzostw Ameryki Środkowej i Karaibów oraz na eliminacjach zakończył obydwa swoje starty podczas światowego czempionatu w Moskwie. Srebrny medalista IAAF World Relays 2014. W tym samym roku zdobył srebro w biegu rozstawnym oraz zajął 5. miejsce na 400 metrów podczas igrzysk Wspólnoty Narodów. Srebrny medalista mistrzostw NACAC (2015). Medalista mistrzostw Bahamów.
Rekord życiowy w biegu na 400 metrów: 44,73 (23 maja 2009, Hutchinson).

## Osiągnięcia
| Rok  | Impreza                                  | Miejsce  | Konkurencja             | Lokata     | Wynik   |
| ---- | ---------------------------------------- | -------- | ----------------------- | ---------- | ------- |
| 2009 | Mistrzostwa świata                       | Berlin   | sztafeta 4 × 400 metrów | eliminacje | DQ      |
| 2010 | Młodzieżowe mistrzostwa NACAC            | Miramar  | bieg na 400 metrów      | 6. miejsce | 46,67   |
| 2010 | Młodzieżowe mistrzostwa NACAC            | Miramar  | sztafeta 4 × 400 metrów | 2. miejsce | 3:02,91 |
| 2011 | Mistrzostwa Ameryki Środkowej i Karaibów | Mayagüez | sztafeta 4 × 400 metrów | 1. miejsce | 3:01,33 |
| 2011 | Mistrzostwa świata                       | Daegu    | sztafeta 4 × 400 metrów | eliminacje | 3:01,54 |
| 2013 | Mistrzostwa Ameryki Środkowej i Karaibów | Morelia  | bieg na 400 metrów      | –          | DNF     |
| 2013 | Mistrzostwa Ameryki Środkowej i Karaibów | Morelia  | sztafeta 4 × 400 metrów | 2. miejsce | 3:02,66 |
| 2013 | Mistrzostwa świata                       | Moskwa   | bieg na 400 metrów      | eliminacje | 46,65   |
| 2013 | Mistrzostwa świata                       | Moskwa   | sztafeta 4 × 400 metrów | eliminacje | 3:02,67 |
| 2014 | Halowe mistrzostwa świata                | Sopot    | sztafeta 4 × 400 metrów | eliminacje | 3:09,79 |
| 2014 | IAAF World Relays                        | Nassau   | sztafeta 4 × 400 metrów | 2. miejsce | 2:57,59 |
| 2014 | Igrzyska Wspólnoty Narodów               | Glasgow  | bieg na 400 metrów      | 5. miejsce | 45,63   |
| 2014 | Igrzyska Wspólnoty Narodów               | Glasgow  | sztafeta 4 × 400 metrów | 2. miejsce | 3:00,51 |
| 2015 | Igrzyska panamerykańskie                 | Toronto  | bieg na 400 metrów      | eliminacje | 46,81   |
| 2015 | Igrzyska panamerykańskie                 | Toronto  | sztafeta 4 × 400 metrów | 4. miejsce | 3:00,34 |
| 2015 | Mistrzostwa NACAC                        | San José | sztafeta 4 × 400 metrów | 2. miejsce | 3:00,53 |